# Volunteer Decoration
La Volounteer Decoration era una medaglia di merito militare coniata per ricompensare quanti si fossero distinti per efficienza e capacità e fossero stati ufficiali all'interno delle Volunteer Force.

## Storia
La decorazione venne creata per ordine della Regina Vittoria il 25 luglio 1892. Nel 1894 la decorazione venne introdotta anche per ufficiali e forze volontarie presenti in India e nelle colonie britanniche (anche se gli anni di servizio per qualificarsi a ricevere la medaglia in India erano 18 e non 20 come nelle altre colonie). Ufficiali coloniali e indiani ottennero decorazioni differenziate a partire dal maggio del 1899. La versione indiana aveva per differenza le iniziali "VRI" per "Victoria Regina Imperatrix" mentre per gli altri ufficiali la decorazione riportava semplicemente "VR" per "Victoria Regina".
La concessione della decorazione permetteva all'insignito di fregiarsi delle lettere postnominali di V.D..
La decorazione venne soppiantata dalla Territorial Decoration nel 1908.